# San Donato Milanese
San Donato Milanese es un municipio italiano de 31.659 habitantes perteneciente a la provincia de Milán. Forma parte del área metropolitana de Milán.

## Evolución demográfica
| Gráfica de evolución demográfica de San Donato Milanese entre 1861 y 2001   |
|                                                                             |
| fuente Istituto Nazionale di Statistica - elaboración gráfica por Wikipedia |

## Parroquias
Parroquias de San Donato Milanese (en italiano parrocchie):
- Parrocchia Santa Barbara
- Parrocchia San Donato V. e M.
- Parrocchia dell'Incarnazione
- Parrocchia S. Maria Assunta
- Parrocchia Sant' Enrico
- Parrocchia S. Maria Ausiliatrice

## Foto

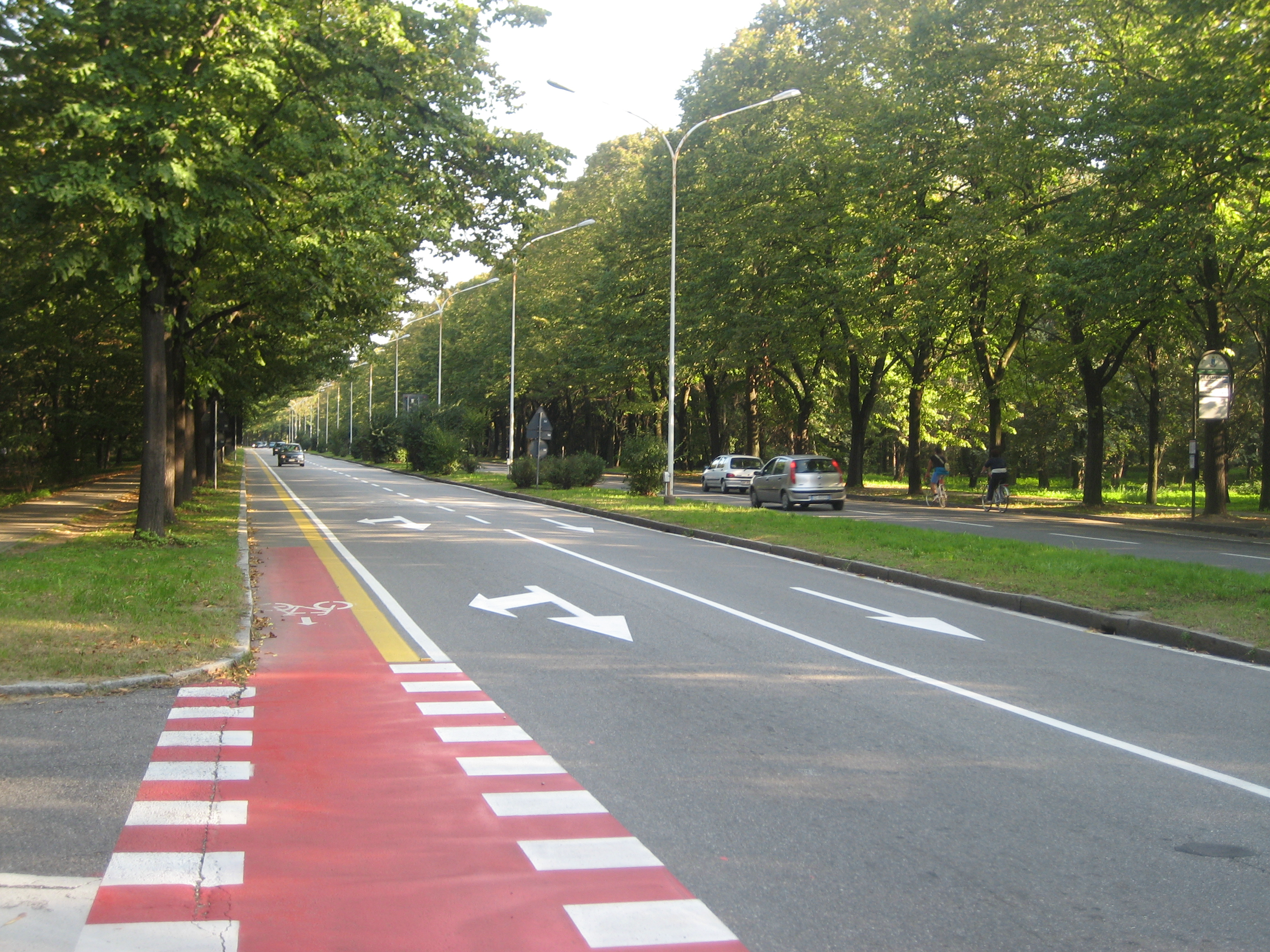
Viale De Gasperi
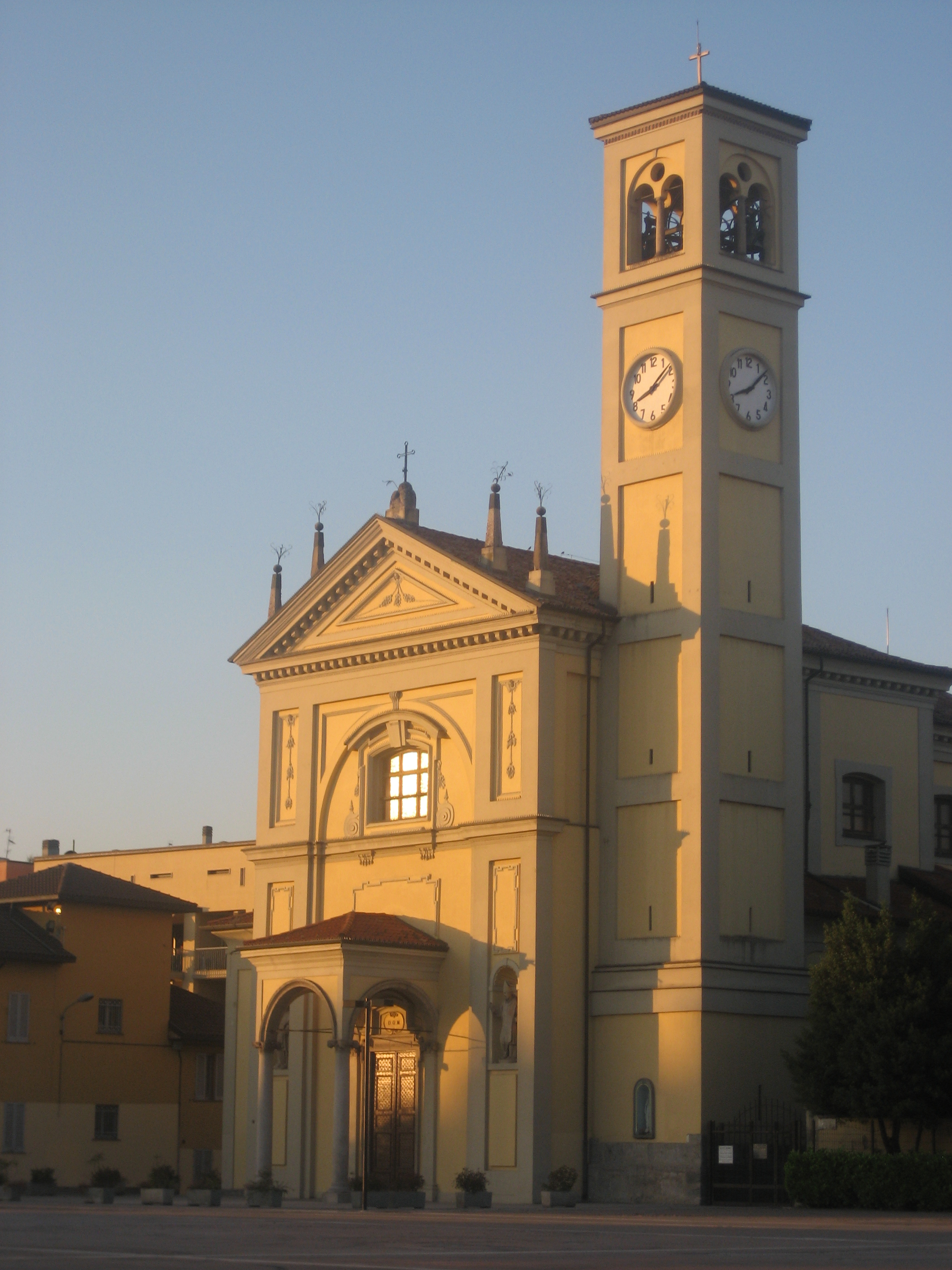
Chiesa di Piazza della Pieve
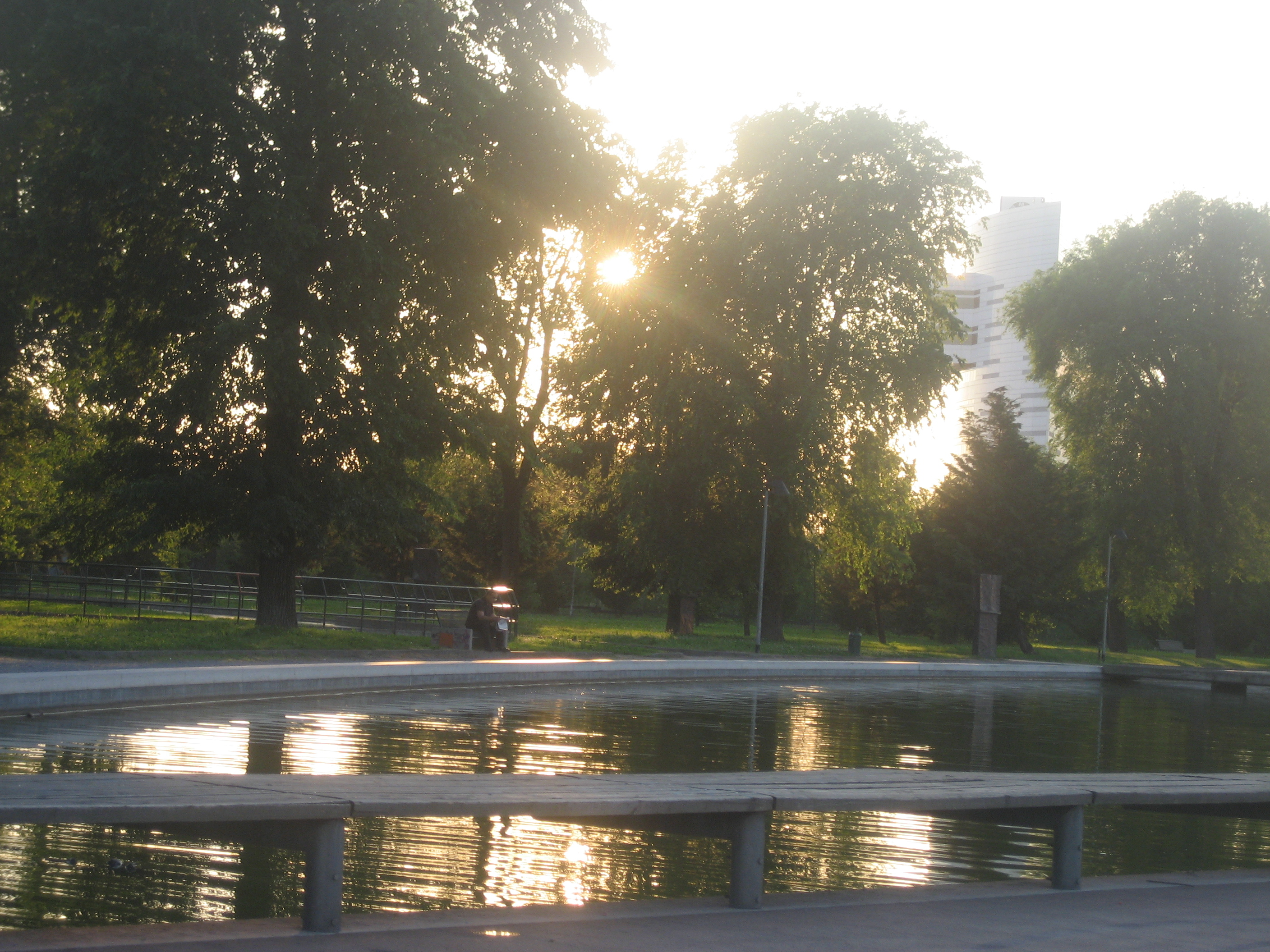
Parco della Pieve
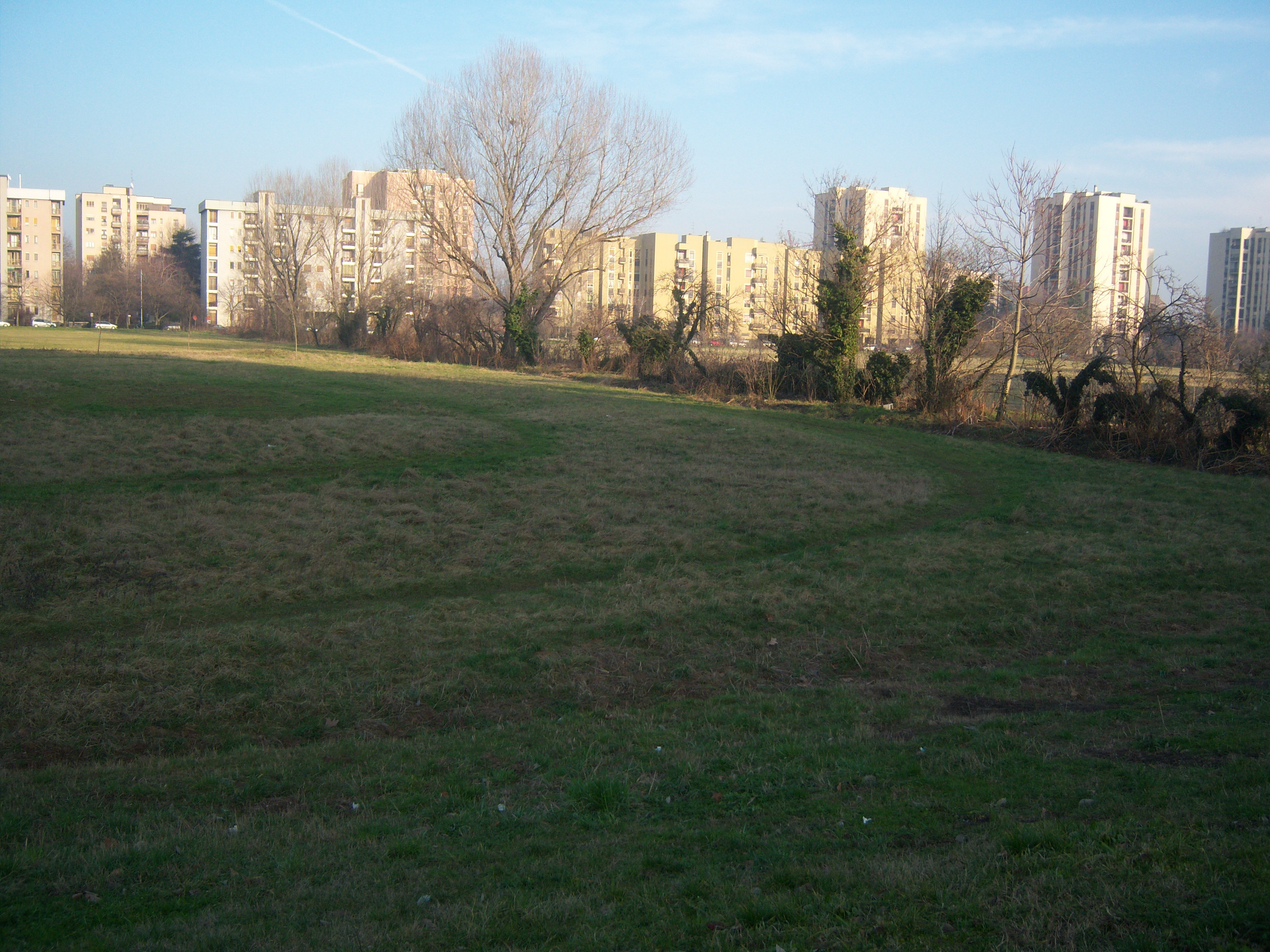
Luogo in cui sorgerà il futuro centro cittadino e la nuova biblioteca
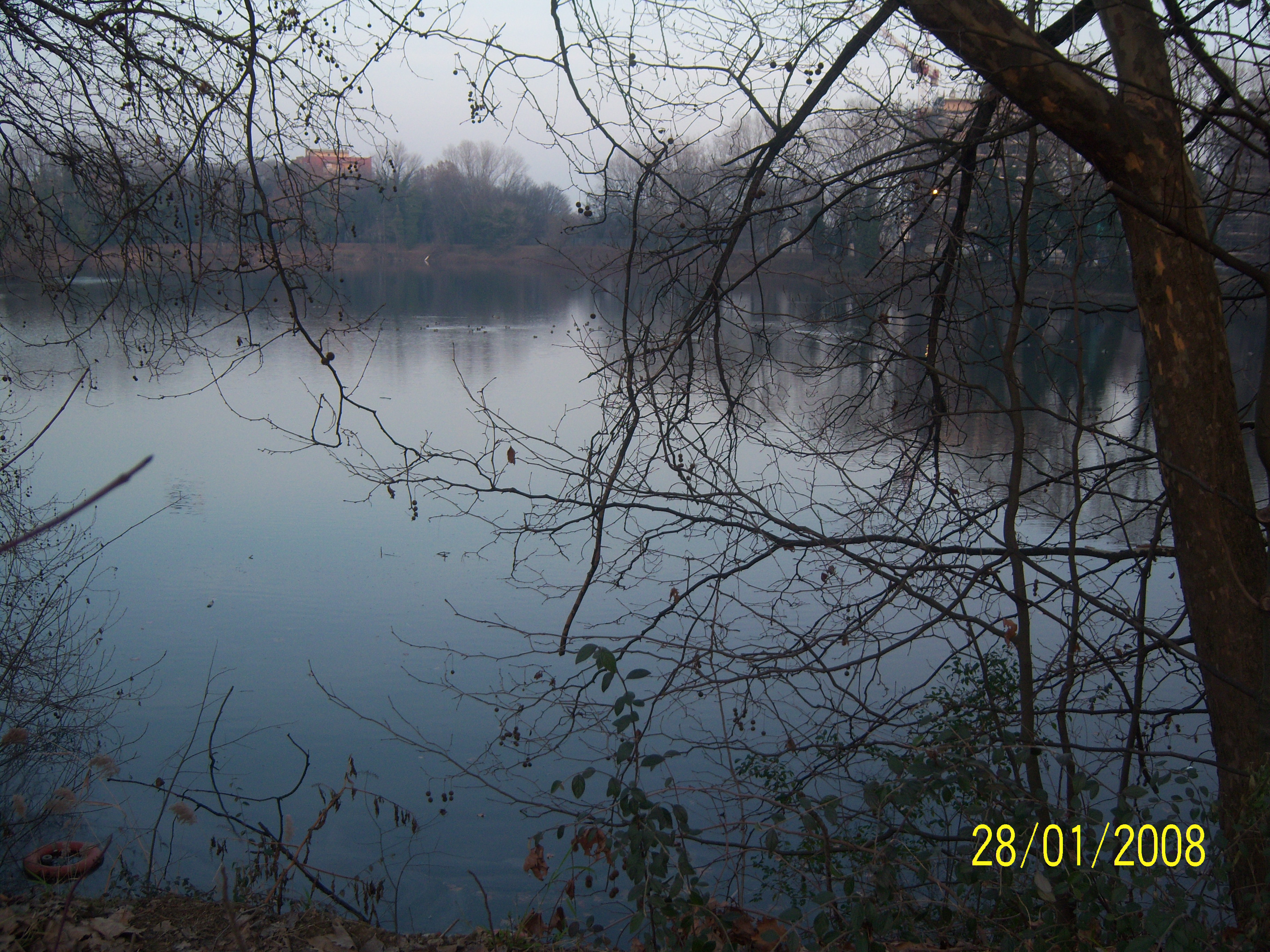
Laghetto di Via Europa
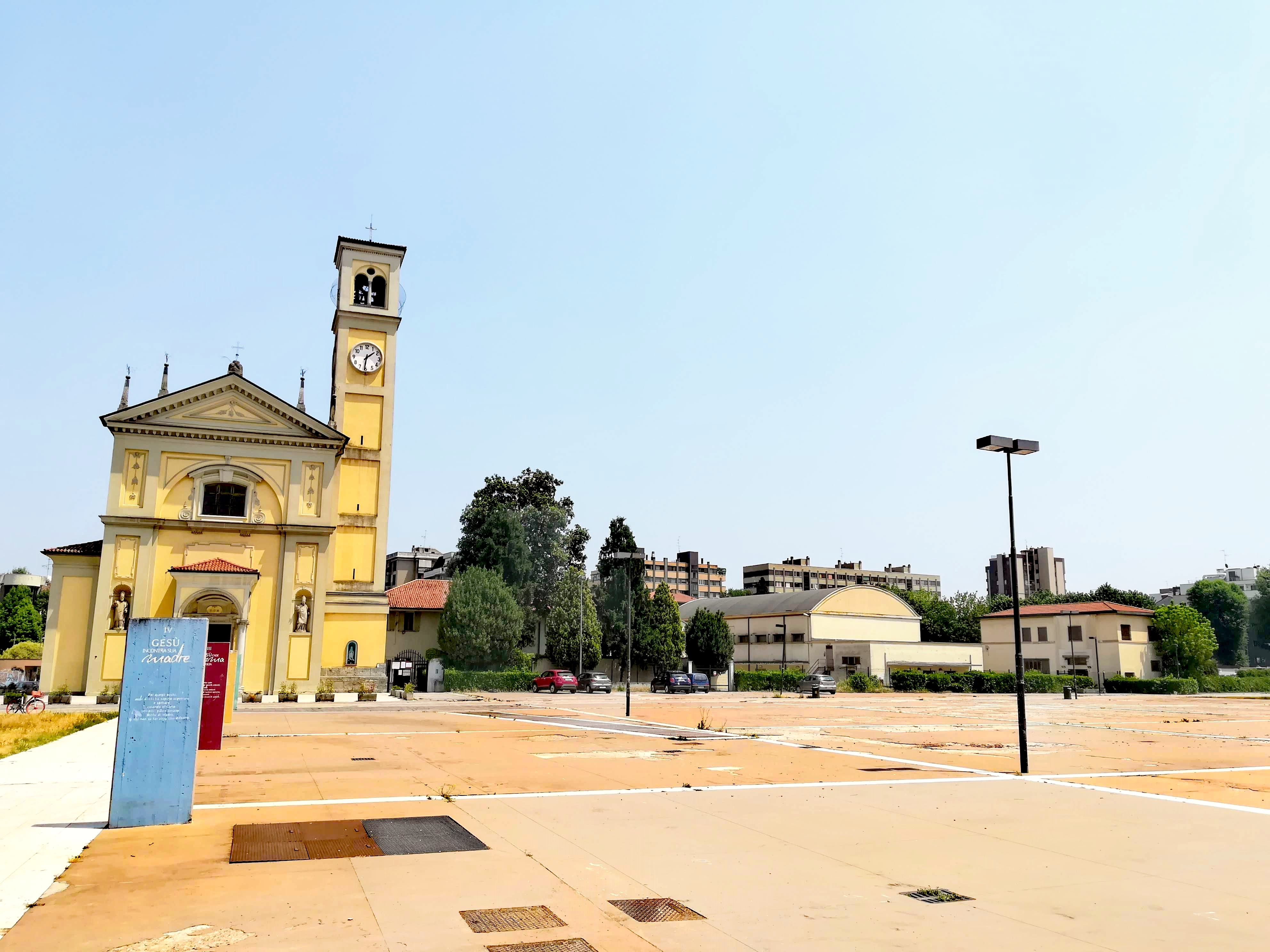
Piazza della Pieve
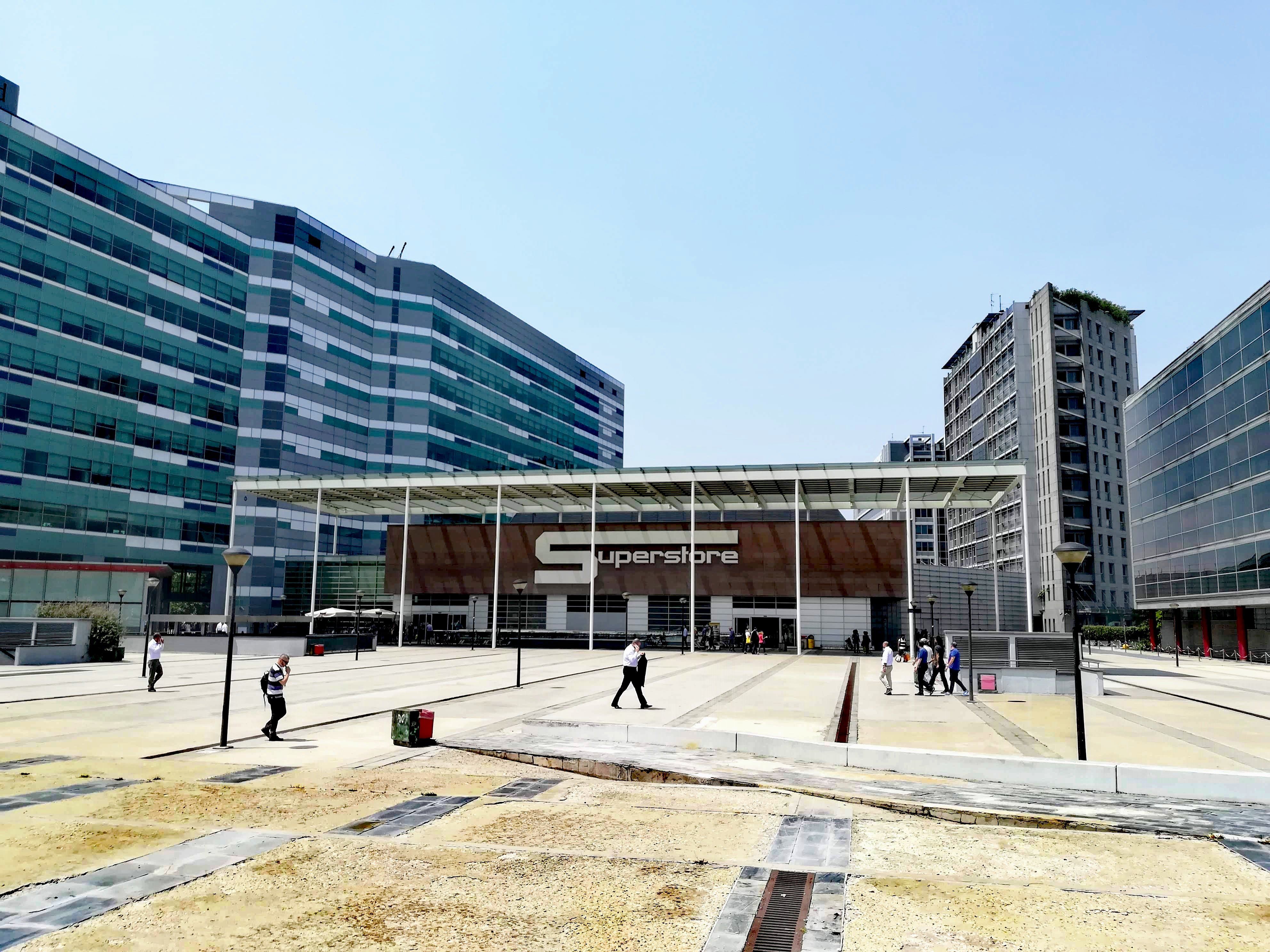
Piazza Bobbio
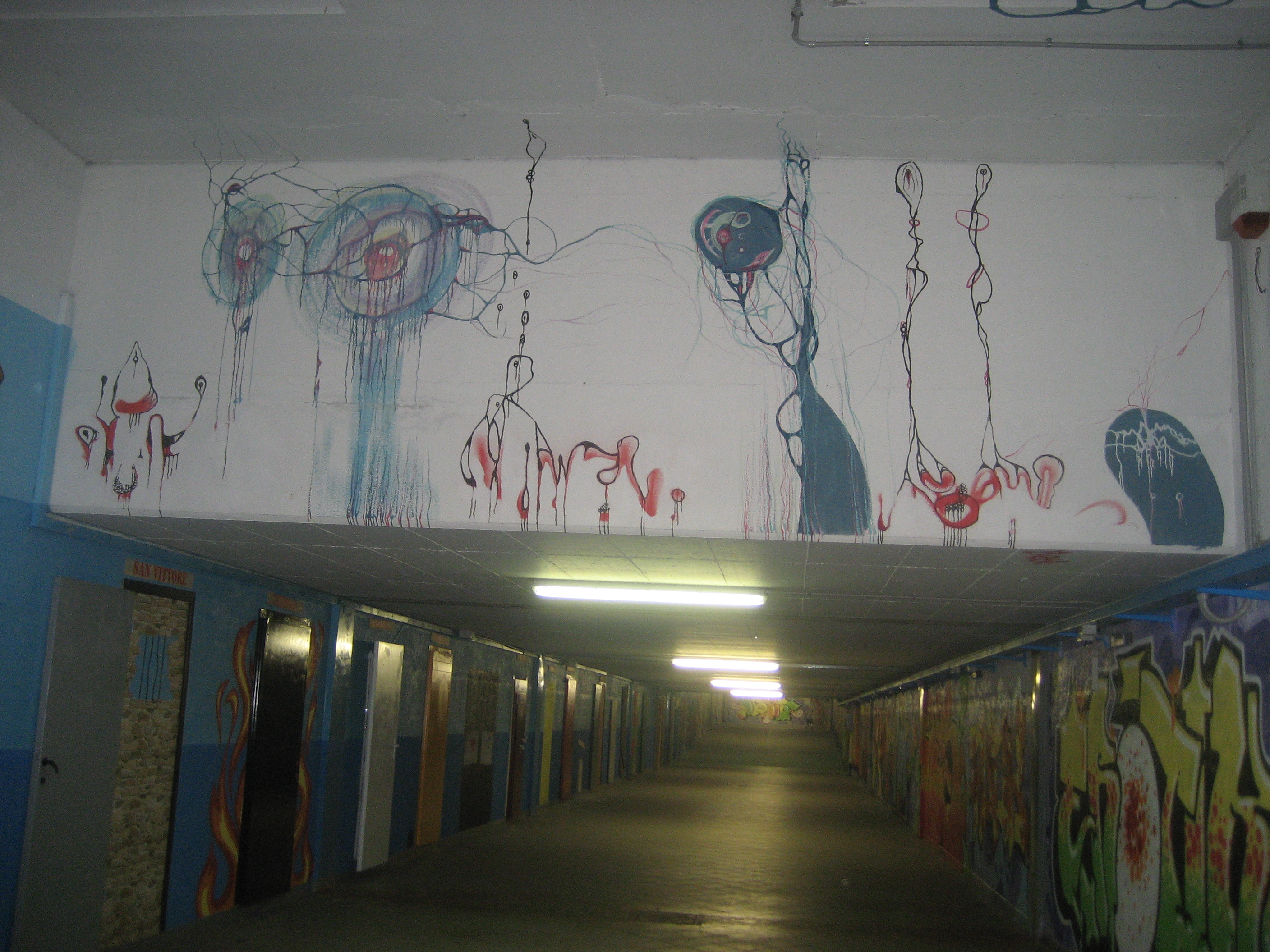
Sottopassaggio di San Donato
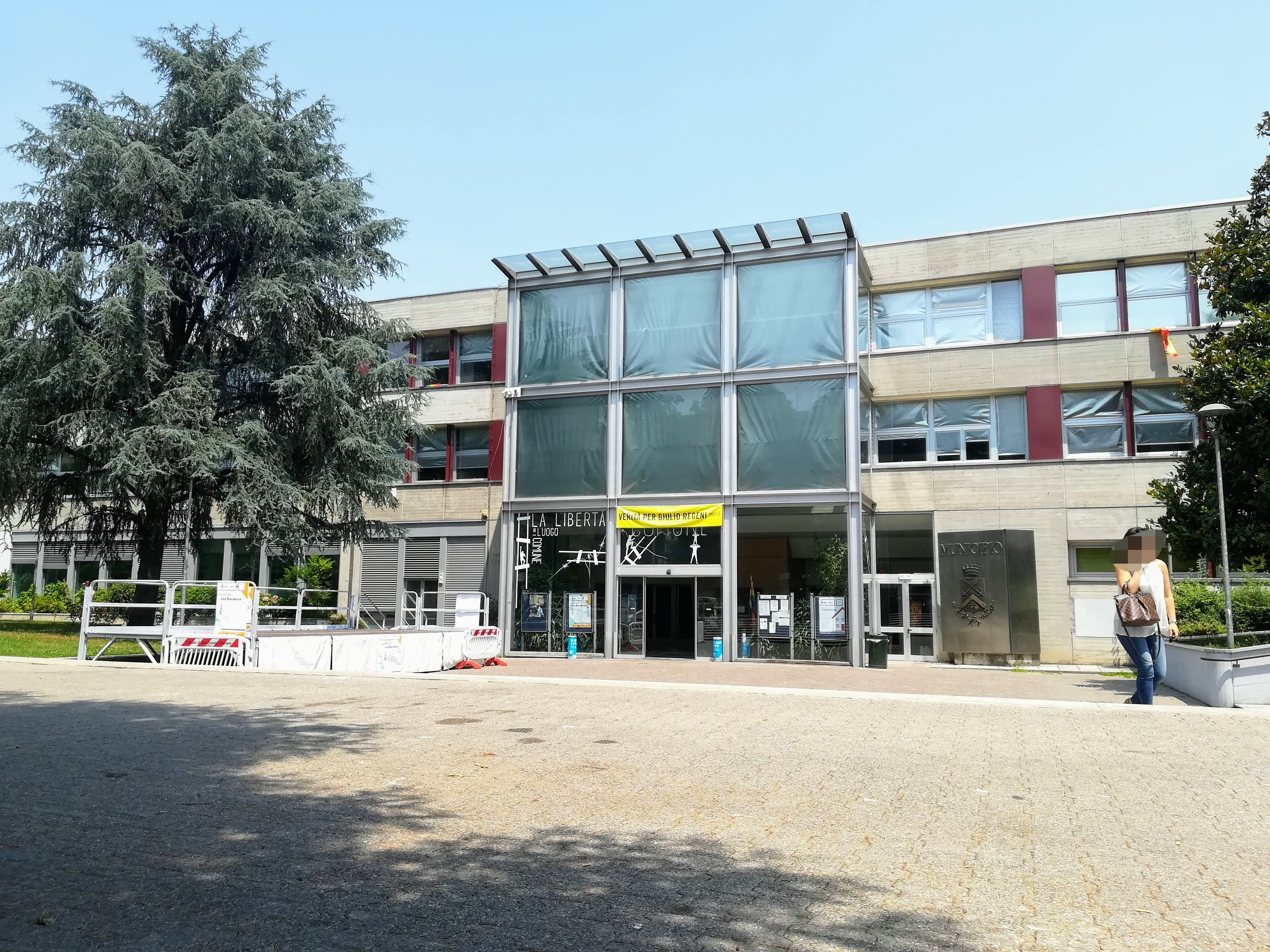
Municipio
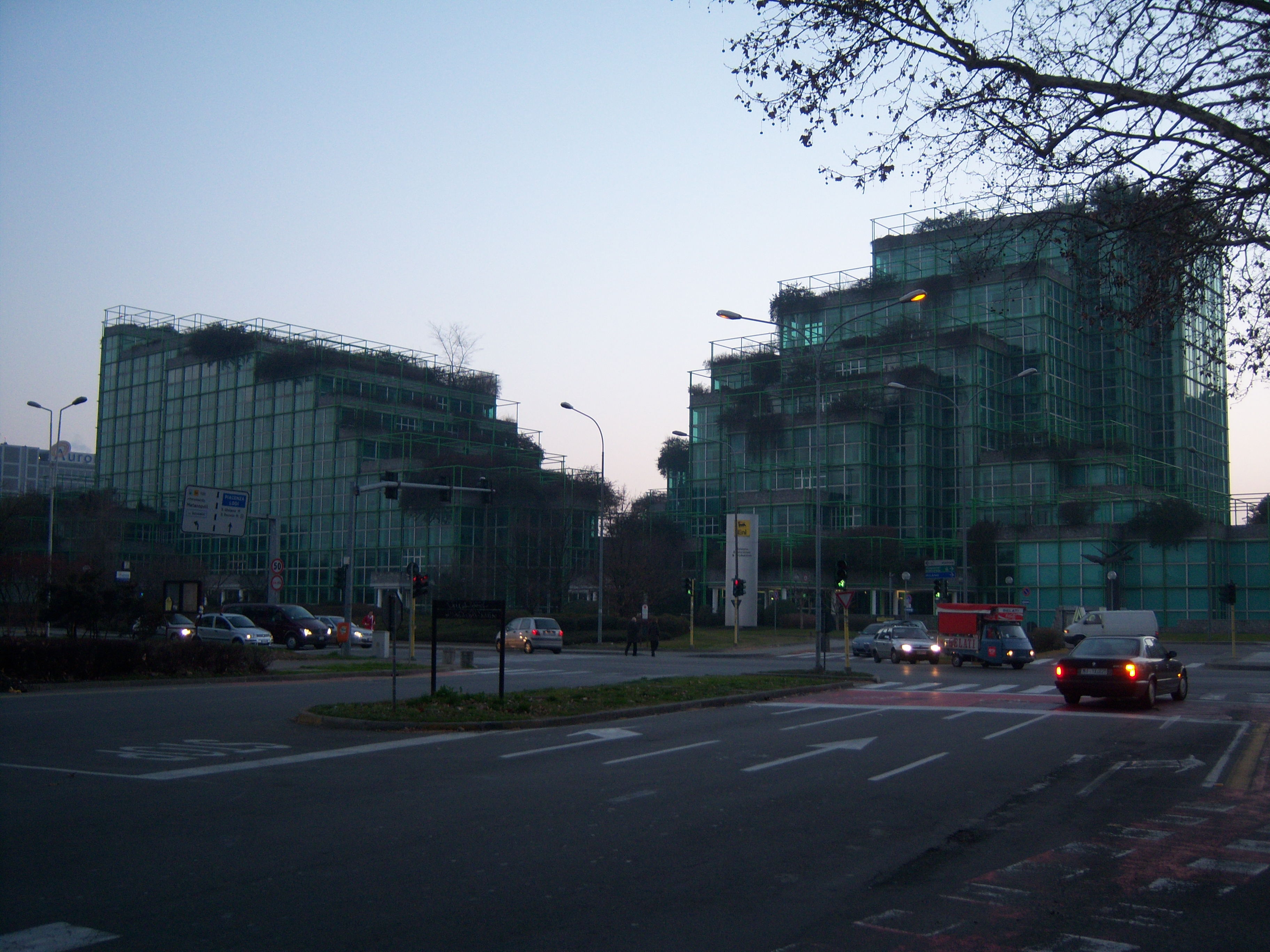
V Palazzo Uffici
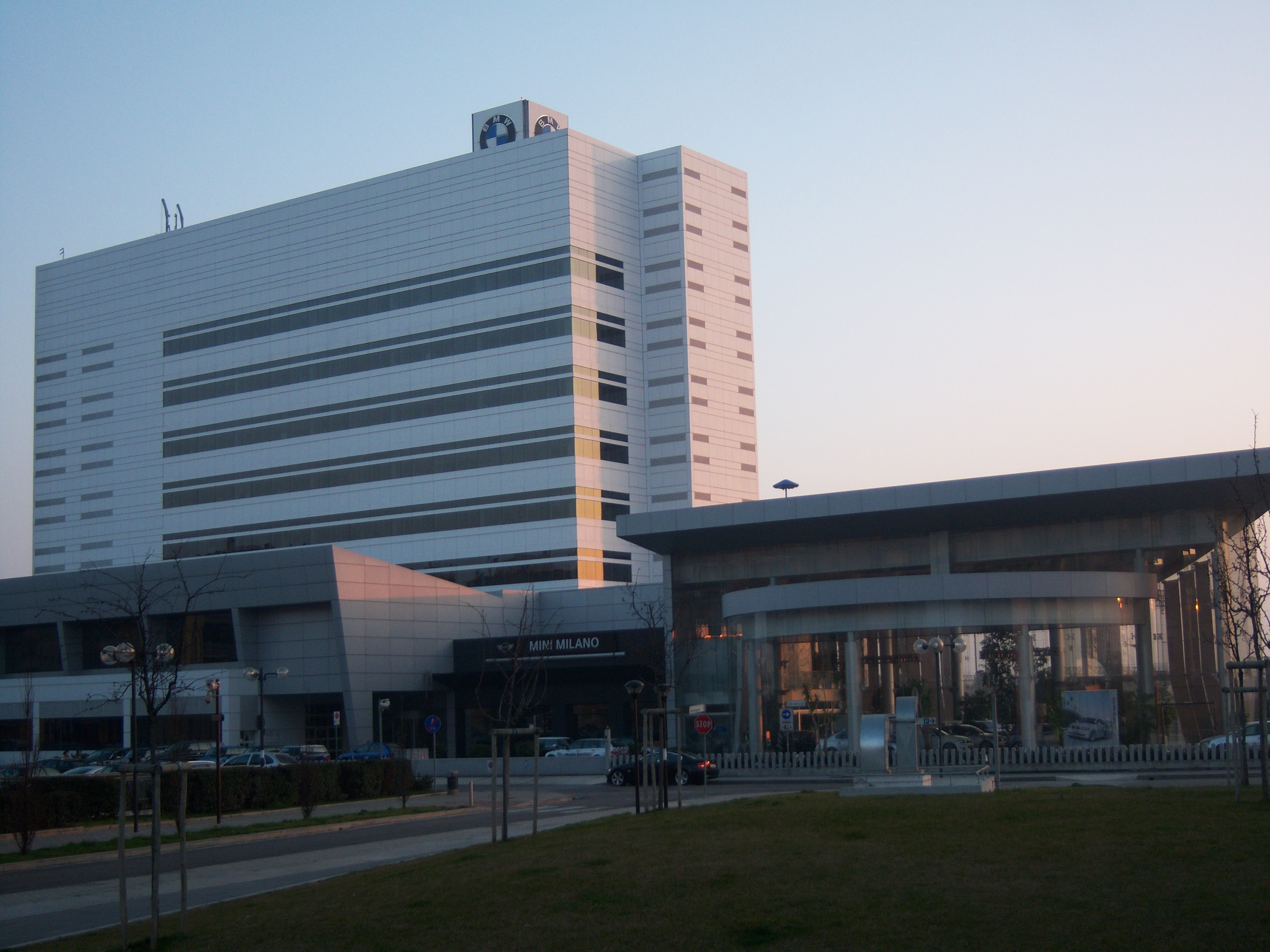
Palazzo BMW di Kenzo Tange
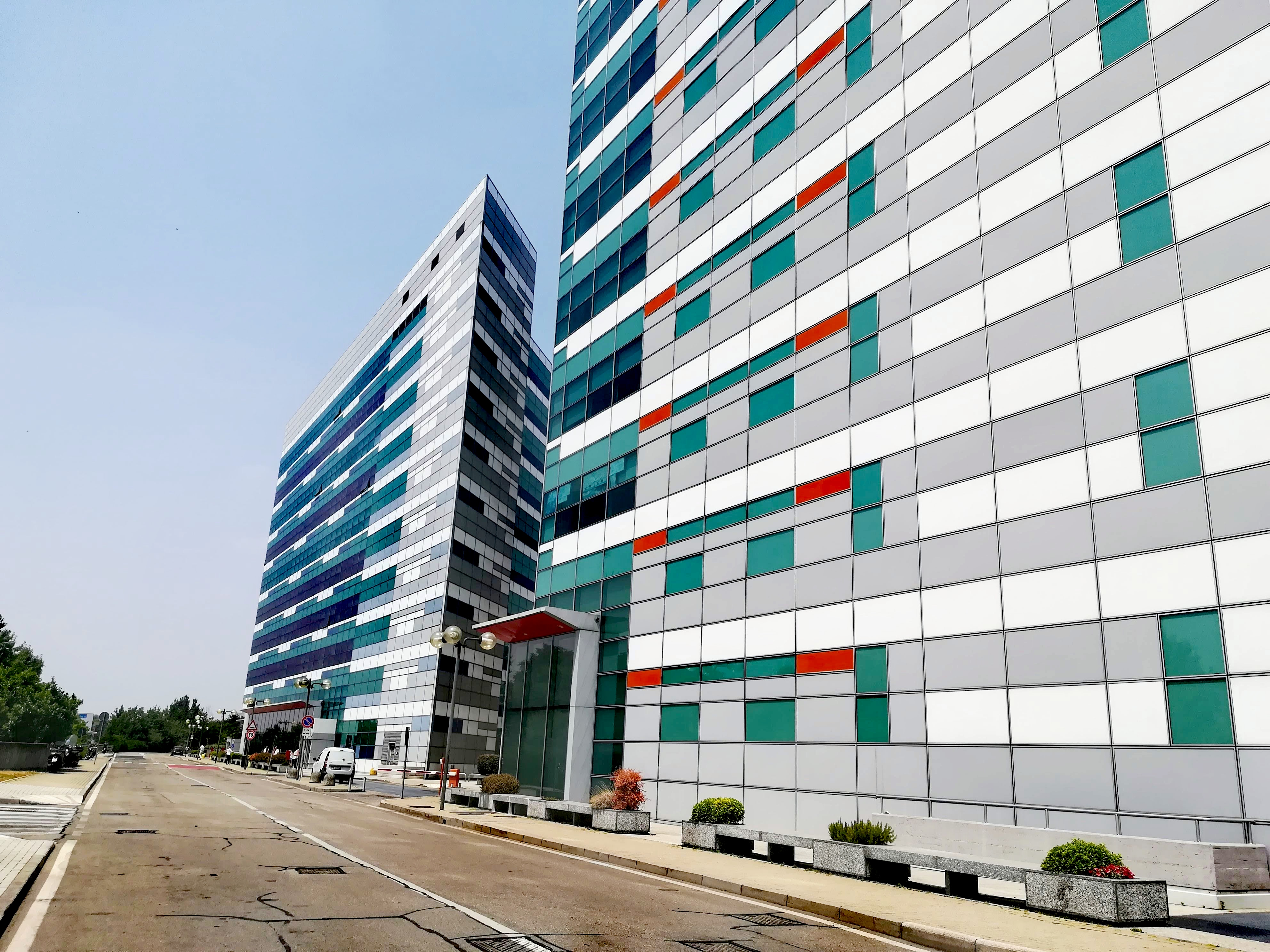
Palazzo LG